# Mudhol
Mudhol è una città dell'India di 42.443 abitanti, situata nel distretto di Bagalkot, nello stato federato del Karnataka. In base al numero di abitanti la città rientra nella classe III (da 20.000 a 49.999 persone).

## Geografia fisica
La città è situata a 16° 19' 60 N e 75° 17' 12 E.

## Società

### Evoluzione demografica
Al censimento del 2001 la popolazione di Mudhol assommava a 42.443 persone, delle quali 21.536 maschi e 20.907 femmine. I bambini di età inferiore o uguale ai sei anni assommavano a 6.337, dei quali 3.358 maschi e 2.979 femmine. Infine, coloro che erano in grado di saper almeno leggere e scrivere erano 24.911, dei quali 14.352 maschi e 10.559 femmine.